# H.G. de Bont
Henricus Gerardus de Bont (Dongen, 11 mei 1920 – Breda, 12 maart 1969) is een Nederlandse schrijver. Naast het standaardwerk “Inleiding in de Taalkunst” heeft Henk de Bont diverse jeugdboeken geschreven onder het pseudoniem Debo Hage.

## Biografie
Henk de Bont werd geboren op 11 mei 1920. In 1948 trouwde hij met M.L.J.G. van Keep. Ze kregen samen 9 kinderen. Henk de Bont richtte begin jaren vijftig het Avondlyceum op in Breda, voor werkende mensen was dit de enige mogelijkheid om te starten met een opleiding. Als leraar (en later directeur Avondlyceum) was hij begeesterd met de Nederlandse taal, zoals blijkt uit zijn diverse boeken over de Nederlandse taal. Na het overlijden van zijn oudste zoon eind 1967 stierf Henk de Bont begin ‘69 aan een hartinfarct in het Avondlyceum.
De hoofdrollen in de kinderboeken van H.G. de Bont zijn verkenners. De boeken spelen zich af in de onschuldige tijd van eind jaren 40, begin jaren 50. De avonturen draaien om boter- en goudsmokkel. De boeken zijn nog maar sporadisch te vinden.